# Louis Braquaval

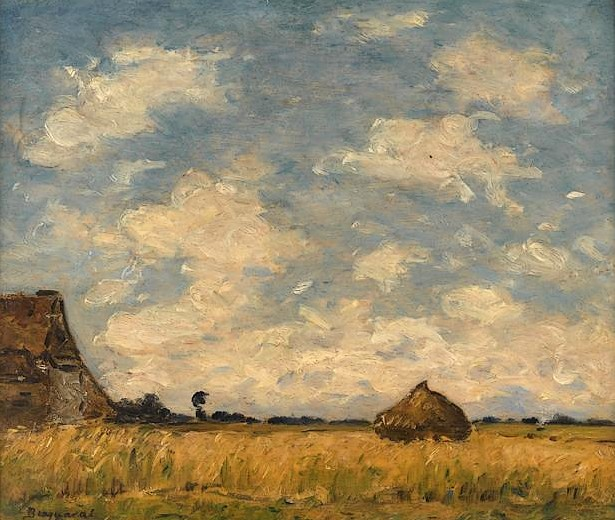
Le Champ de blé (en español: Campo de trigo), obra de Louis Braquaval hoy día en el museo Boucher-de-Perthes, en Abbeville.

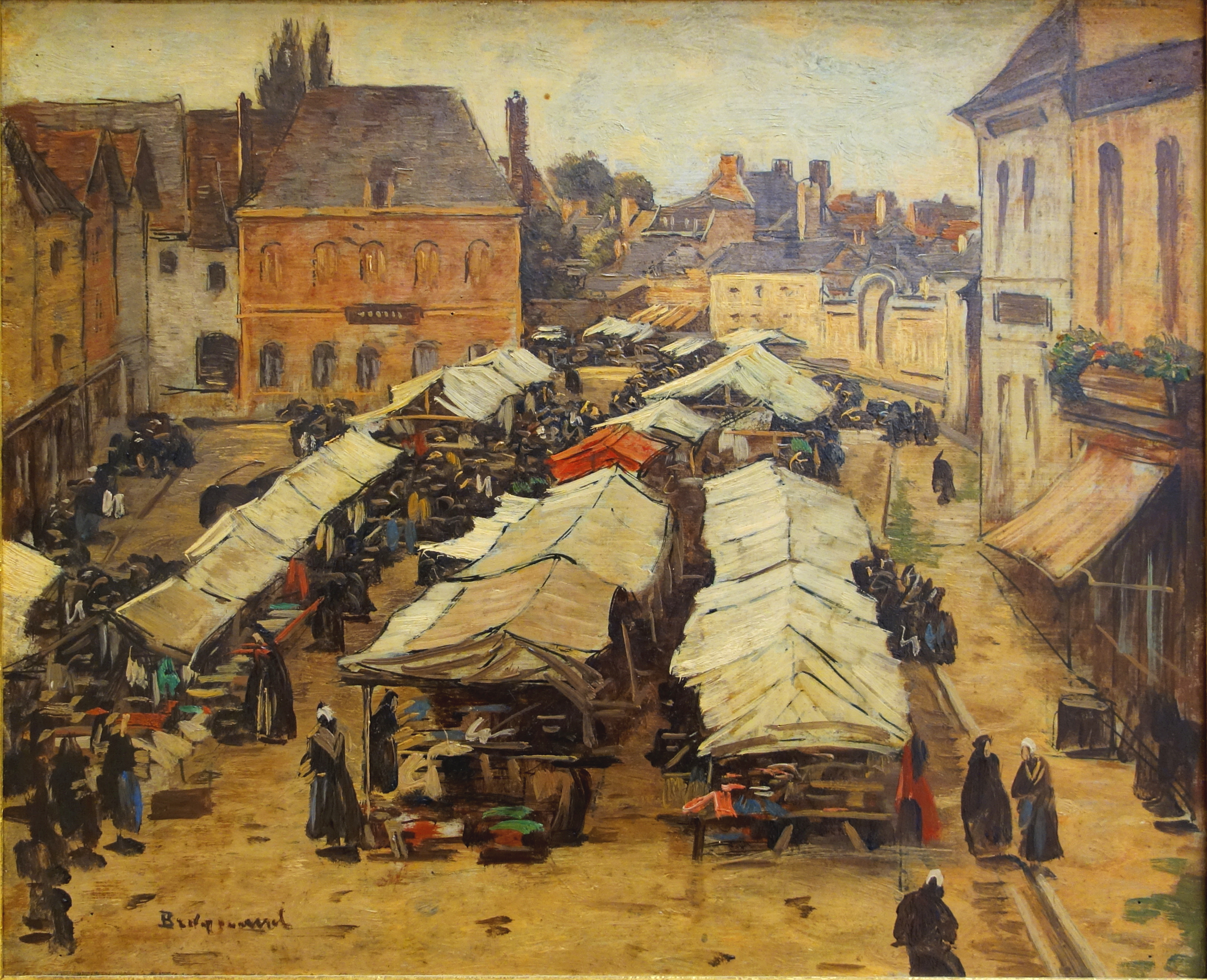
La plaza del mercado de Abbeville, cuadro en el Museo de Bellas Artes de Rouen, pintado a principios del.

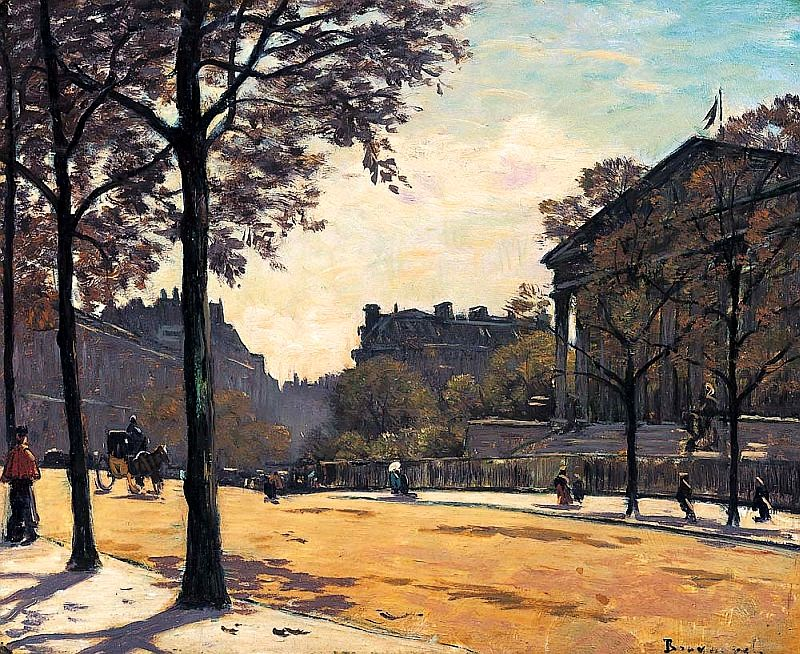
Calle frente a la Madeleine, óleo en tela de Louis Braquaval (1854-1919) pintado hacia 1910.

Louis Édouard Joseph Braquaval, nacido el 24 de octubre de 1854 en Vauban Esquermes (Lille, Francia) y fallecido el 19 de noviembre de 1919 en Saint-Valery-sur-Somme (también en Francia y muy cerca de la frontera con Bélgica), fue un pintor de nacionalidad francesa.

## Biografía
Louis Braquaval nació en 1858 en Esquermes (un distrito de Lille) en una familia acomodada de industriales, y el 27 de octubre de 1880 en Lille, se casó con Julia Sophie Guenez, hija de un rico empresario. Braquaval trató de desempeñarse como rematador (en francés: commissaire-priseur), pero su pasión por el arte primó por sobre actividades en materia de negocios, por lo que abandonó la actividad señalada, a cambio de una renta proporcionada por su suegro, quien deseaba permitirle dedicarse por entero al arte. En 1881, su benefactor lo instaló en Socx, en el castillo de Spicker, y le presentó a Eugène Boudin. Braquaval no tenía ninguna formación académica, y fue gracias a la orientación y enseñanzas de Boudin que adquirió las técnicas del dibujo y de la pintura. Gracias a sus estancias en ese castillo, Boudin pasó a ser su amigo y su maestro en la pintura. En 1895, el propio Braquaval compró una casa en Saint-Valery-sur-Somme, donde residían varios pintores por esos días, y entre ellos Edgar Degas quien conoció a Braquaval en 1896 (ellos establecieron amistad y trabajaron juntos).
Especializado en paisajes, Braquaval expuso tardíamente sus trabajos en los salones de 1907 y 1914, así como en el Salón de Otoño de 1909 y 1910. Y adquirió cierta notoriedad gracias a las exposiciones regionales en Arras, Lille, y Nantes, y también a través de las grandes galerías parisinas. En 1914, fue ordenado caballero de la Legión de honor.
De salud frágil, Braquaval murió en 1919, y su obra cayó en el olvido, tomando cierta notoriedad recién a partir de 1969, cuando la galería Kaplan de Londres le dedicó una exposición.

## Obra
Próxima del impresionismo, la obra de Braquaval tiene una fuerte impronta regionalista, pues entre otras cosas muchas de sus telas representan paisajes de Picardie. A partir de 1900, este artista pasa los inviernos en París, y de allí que varias de sus pinturas también representan escenas de la capital francesa.

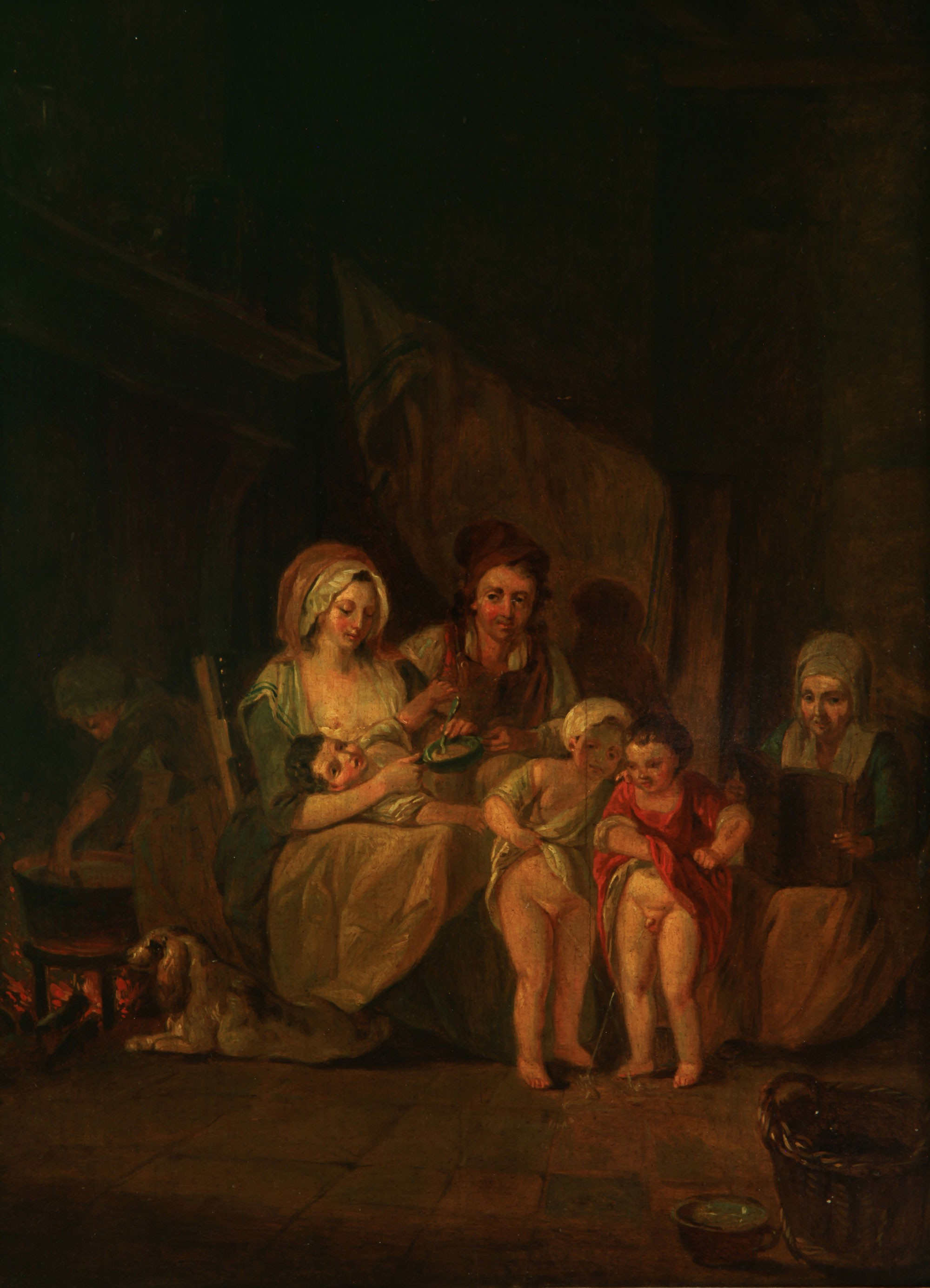
Le marché de Moreuil - Louis Braquaval

## Exposiciones
- Louis Braquaval, un peintre impressionniste en Picardie, exposición en el museo Boucher-de-Perthes en Abbeville, 25 de junio - 1 de octubre de 2000.[10]